# Uljana Donskowa
Uljana Wiaczesławowna Donskowa, ros. Ульяна Вячеславовна Донскова (ur. 24 sierpnia 1992 w Kamieńsku Szachtyńskim) – rosyjska gimnastyczka artystyczna, złota medalistka olimpijska, 4-krotna mistrzyni świata, 5-krotna mistrzyni Europy.

## Ordery i odznaczenia
- Order Przyjaźni (13 sierpnia 2012 roku) - za wielki wkład w rozwój kultury fizycznej i sportu, wysokie osiągnięcia na zawodach XXX Olimpiady w mieście Londynie (Wielka Brytania)[2]
- Zasłużony obywatel miasta Kamieńsk-Szachtyński